# Wilhelm-Busch-Museum
Het Wilhelm-Busch-Museum - ook Deutsches Museum für Karikatur und Kritische Grafik - is een museum in de Duitse stad Hannover (Nedersaksen).

## Geschiedenis
Het Wilhelm-Busch-Museum werd in 1937 geopend in een gebouw aan de Hannover Rustplatz, waarin de collectie werd ondergebracht van de in 1930 opgerichte Wilhelm-Busch-Gesellschaft, over het werk van de Duitse dichter en tekenaar Wilhelm Busch (1832-1908). In 1949 verhuisde het museum naar de huidige locatie, het van 1779 tot 1782 gebouwde Georgenpalais. In 1986 werd aan de naam Deutsches Museum für Karikatur und kritische Grafik toegevoegd, om recht te doen aan het feit dat het zich in de jaren daarvoor steeds meer op tentoonstellingen over deze onderwerpen had toegelegd. In het voorjaar van 1999 werd begonnen met een renovatie en uitbreiding van het gebouw, dat in juli 2000 werd heropend.

## Collectie
In het Wilhelm-Busch-Museum worden wisseltentoonstellingen over karikaturen en kritische grafiek gehouden. Sinds 1950 is werk gepresenteerd van onder andere Carl Barks, Winsor McCay, Walt Disney, Paul Flora, Grandville, Honoré Daumier, Gottfried Helnwein, Hergé, William Hogarth, Tomi Ungerer, Ronald Searle en Roland Topor. De permanente tentoonstelling over Wilhelm Busch is op de bovenverdieping van het museum te vinden.